# Forsthaus Priemern
Forsthaus Priemern ist ein Wohnplatz im Ortsteil Priemern der Gemeinde Altmärkische Höhe im Landkreis Stendal in Sachsen-Anhalt.

## Geografie
Das Forsthaus Priemern liegt etwa zwei Kilometer nördlich von Priemern im Waldgebiet Priemernsche Heide an der Bundesstraße 190. Im Ortsteilverzeichnis von 2014 heißt der Wohnplatz nur Forsthaus.

## Geschichte
Der Ort wurde auf dem Urmesstischblatt Nr. 1613 Seehausen aus dem Jahre 1843 zum ersten Mal als Forsthaus genannt. Später war die Bezeichnung Försterei Priemern üblich. Im Jahre 1905 lebten im Forsthaus Priemern 14 Einwohner. Das Forsthaus gehörte zum Gutsbezirk Priemern und kam mit dessen Auflösung am 30. September 1928 zur Landgemeinde Priemern.
Seit dem Jahre 2012 wird das Anwesen nach einem Umbau vom Sozialtherapeutischen Zentrum Gut Priemern genutzt.